# Landschaftsschutzgebiet Horná Orava
Das Landschaftsschutzgebiet Horná Orava (slowakisch Chránená krajinná oblasť Horná Orava) ist ein Landschaftsschutzgebiet im äußersten Norden der Slowakei, in der traditionellen Landschaft Orava (deutsch Arwa). Das Gebiet liegt im politischen Bezirk Žilinský kraj (Okresy Dolný Kubín, Námestovo und Tvrdošín).
Der Sitz der Verwaltung befindet sich in Námestovo.

## Geographie
Das Gebiet umfasst die Gebirge Oravská Magura, Oravské Beskydy, das Bergland Podbeskydská vrchovina sowie den Talkessel Oravská kotlina samt dem Orava-Stausee. Große Teile werden von Flyschgestein (Sandstein und Tonstein) bedeckt. Durch das Gebiet fließt der Fluss Biela Orava, einer der (ursprünglichen) Quellflüsse der Orava.
Der höchste Berg ist die an der slowakisch-polnischen Grenze liegende Babia hora (1723 m n.m.).

## Flora und Fauna
Etwa die Hälfte des Landschaftsschutzgebietes wird vom Wald bedeckt. Ein beträchtlicher Teil wird von Buchen, Tannen und Fichten-Monokulturen bedeckt. Nur unter den Bergen Babia hora, Pilsko und Paráč wächst noch der Fichte-Urwald mit einigen Ebereschen. In den höher gelegenen Teilen der Berge Babia hora und Pilsko liegt noch die Krummholz-Vegetationsstufe. Ein Spezifikum des Landschaftsschutzgebiets ist die Anwesenheit der Torfmoore in einem größeren Umfang, mehr als woanders in der Slowakei. Dort wachsen seltene und gefährdete Arten wie Rosmarinheide, Sumpfporst, Rundblättriger Sonnentau sowie weitere Arten wie Weißes Schnabelried.
Der Braunbär gehört zu den verbreiteteren Arten, der Luchs ist hingegen selten. Das Jagdwild (Hirsche, Rehe und Wildschweine) ist im Landschaftsschutzgebiet überall zu finden. Im Landschaftsschutzgebiet kann man Auerhühner, Haselhühner, in den letzten Jahren auch Schwarzstörche oder Elche finden. Aus den Greifvögeln kann man den Schreiadler, Mäusebussard oder Kolkrabe nennen. Ein spezieller Fall ist der Orava-Stausee, der ein geeignetes Biotop für Wasservögel bietet.

## Besonderer Naturschutz
- Chránené areály (CHA, Geschützte Areale)

Bratkovčík (0,20 ha, 1999)
Quelle:
Die anderen kleinräumigen Naturschutzgebiete sind 2003 durch neue Zoneneinteilung abgeschafft worden. In diesem System ist das Gebiet in Zonen A, B, C und D eingegliedert.
- Zone A (12,63 km², 2,2 %) ist unter der strengsten 5. Stufe geschützt. Dazu gehören die ehemaligen nationalen Naturreservate Babia hora, Pilsko sowie Spálený Grúnik. Eingerichtet zum Schutz ohne Eingriffe des Menschen; Wandern außerhalb markierter Wanderwege sowie jegliche wirtschaftliche Tätigkeit sind verboten.
- Zone B (33,56 km², 5,7 %), dort gilt die 4. Stufe, die alle bedeutende Torfmoore außer Spálený Grúnik, den Bach Jelešňa sowie einen Teil des Orava-Stausees mit der Insel Vtáčí ostrov unter Schutz stellt. Nur eingeschränkte Aktivitäten zum Schutz der Biotope wie Mähen sind erlaubt, Wandern außerhalb markierter Wanderwege ist verboten.
- Zone C (147,93 km², 25,2 %) ist unter der 3. Stufe geschützt. Dazu gehören die Wälder der Oravské Beskydy, Teile der Oravská Magura sowie der Waldring um den Orava-Stausee und weitere Torfmoore. Hier sind wirtschaftliche Eingriffe zum Zweck der dauerhaften Beständigkeit erlaubt.
- Zone D (393,56 km², 66,9 %) unterliegt der 2. Stufe und umfasst alle nicht in den vorherigen Zonen liegenden Gegenden, d. h. die meisten Ortschaften und landwirtschaftliche Flächen. Hier sind menschliche Aktivitäten unter Beachtung der Vielfältigkeit, Siedlungsstruktur und Eigenschaften der Natur erlaubt.